# McFarland (Wisconsin)
McFarland és una població dels Estats Units a l'estat de Wisconsin. Segons el cens del 2007 tenia 7.665 habitants.

## Demografia
Segons el cens del 2000, McFarland tenia 6.416 habitants, 2.434 habitatges, i 1.769 famílies. La densitat de població era de 709,8 habitants per km².
Dels 2.434 habitatges en un 41,7% hi vivien nens de menys de 18 anys, en un 60,6% hi vivien parelles casades, en un 9,4% dones solteres, i en un 27,3% no eren unitats familiars. En el 21,5% dels habitatges hi vivien persones soles el 7,8% de les quals corresponia a persones de 65 anys o més que vivien soles. El nombre mitjà de persones vivint en cada habitatge era de 2,63 i el nombre mitjà de persones que vivien en cada família era de 3,1.
Per edats la població es repartia de la següent manera: un 29,3% tenia menys de 18 anys, un 6% entre 18 i 24, un 32% entre 25 i 44, un 24,9% de 45 a 60 i un 7,9% 65 anys o més.
L'edat mediana era de 37 anys. Per cada 100 dones de 18 o més anys hi havia 96,2 homes.
La renda mediana per habitatge era de 62.969$ i la renda mediana per família de 71.218$. Els homes tenien una renda mediana de 43.208$ mentre que les dones 31.133$. La renda per capita de la població era de 26.625$. Aproximadament l'1,2% de les famílies i el 3% de la població estaven per davall del llindar de pobresa.

## Poblacions properes
El següent diagrama mostra les poblacions més properes.